# Ungernia badghysi
Ungernia badghysi är en amaryllisväxtart som beskrevs av Viktor Petrovitj Botjantsev. Ungernia badghysi ingår i släktet Ungernia och familjen amaryllisväxter. Inga underarter finns listade i Catalogue of Life.